# Giao hàng trực tiếp
Giao hàng trực tiếp là phương thức gia hành từ nhà cung cấp hoặc chủ sở hữu sản phẩm trực tiếp cho khách hàng. Trong hầu hết các trường hợp, khách hàng đặt hàng từ chủ sở hữu sản phẩm. Kế hoạch phân phối làm giảm chi phí vận chuyển và lưu trữ, nhưng đòi hỏi phải lập kế hoạch và quản trị bổ sung.
Giao hàng trực tiếp là một thông lệ phổ biến trong các ngành công nghiệp dựa vào sản xuất gia công ở mức độ lớn, như công nghệ cao, may mặc và giày dép cũng như các ngành công nghiệp bền vững.